# Countdown (låt av Rush)
Countdown är en låt av Rush. Låten släpptes som singel och återfinns på albumet Signals, släppt den 9 september 1982.
"Countdown" spelades av Rush 112 gånger live. Den sista gången de spelade den var i september 1983.